# Ghita Ait Ben Lmadani
Ghita Ait Ben Lmadani (en arabe : غيتة ايت بن المدني) est une femme politique marocaine. 
Elle a été élue députée dans la liste nationale, lors des élections législatives marocaines de 2016 avec le Parti authenticité et modernité. Elle fait partie du groupe parlementaire du même parti, et elle est membre de la Commission de l'intérieur, des collectivités territoriales, de l'habitat et de la politique de la ville.